# The Inner Chamber
The Inner Chamber è un film muto del 1921 diretto da Edward José e interpretato da Alice Joyce, tratto dal romanzo The Blood Red Dawn di Charles Caldwell Dobie.
La pellicola è considerata perduta.

## Trama
Claire Robson si innamora di Ned Wellman che l'ha salvata dalle molestie di Flint, il vecchio datore di lavoro. Ma la storia d'amore va a rotoli quando la signora Candor - che ha delle mire su Wellman - rivela a Claire che lui è già sposato. Passano alcuni mesi e Claire accetta di sposare per gratitudine il dottor Danilo, il medico che ha salvato la vita di sua madre. Poi, però, scopre che la moglie di Wellman, che era malata di mente senza speranza, nel frattempo è morta. Al ricevimento di nozze, Danilo, venuto a sapere della sua storia con Flint e con Wellman, tremendamente geloso cerca di sparare a Claire e poi si uccide. Prima di morire, Danilo accetta l'amore di Claire per il suo rivale, riconoscendo l'innocenza del loro legame.

## Produzione
Il film fu prodotto e dalla Vitagraph Company of America.

## Distribuzione
Distribuito dalla Vitagraph Company of America, il film - della durata di sessanta minuti - uscì nelle sale cinematografiche statunitensi l'11 settembre 1921.